# Климковское сельское поселение (Кировская область)
Климко́вское сельское поселение — муниципальное образование (сельское поселение) в составе Белохолуницкого района Кировской области. Административный центр — посёлок Климовка.

## История
Климковское сельское поселение образовано 1 января 2006 года согласно Закону Кировской области от 07.12.2004 № 284-ЗО.

## Население
| 2010 | 2012  | 2013  | 2014  | 2015  | 2016  | 2017 |
| ---- | ----- | ----- | ----- | ----- | ----- | ---- |
| 1282 | ↘1199 | ↘1157 | ↘1096 | ↘1053 | ↘1009 | ↘955 |
| 2018 | 2019  | 2020  | 2021  |       |       |      |
| ↘879 | ↘826  | ↘798  | ↗914  |       |       |      |

## Состав
В состав сельского поселения входят 2 населённых пункта (население, 2010):
- посёлок Климковка — 1231 чел.;
- посёлок Песчанка — 51 чел.